# Aixeta termostàtica
L'aixeta termoestable és una vàlvula que mescla aigua calenta i freda per assegurar a temperatura i cabal hidràulic constant. L'aixeta termoestable es caracteritza per disposar de dos comandaments amb funcions clarament diferenciades: un per al cabal i un altre per a la temperatura. Encara que hi ha aixetes termostàtiques per a totes les aplicacions, el seu ús s'ha generalitzat bàsicament a la dutxa i al bany-dutxa, per l'evident comoditat que suposa disposar d'aigua sempre a la mateixa temperatura, tot i que s'obri i tancament l'aixeta o es variï el cabal d'aquesta. Amb el comandament del cabal (generalment situat a l'esquerra) es gradua la quantitat d'aigua que surt pel canó. Aquest comandament acostuma a accionar una muntura ceràmica d'un quart de volta o de mitja volta. De vegades, aquest comandament disposa d'un límit intermedi que permet estalviar aigua, ja que, quan s'arriba a ell, per la boca només surt la meitat o la tercera part del cabal màxim. El comandament de la temperatura permet seleccionar la temperatura a què desitgem que surti l'aigua per la boca. Aquest comandament sempre disposa d'un límit de seguretat, a 37 °C o 38 °C, de manera que, si es vol que l'aigua surti a major temperatura, ha de pressionar un botó de color vermell i seguir girant el comandament fins al límit final. La temperatura pot variar mentre l'aigua està sortint. En cas de tall accidental de l'aigua freda, es produeix una obturació automàtica que impedeix el flux de l'aigua calenta.
Les aixetes termostàtiques presenten prestacions que les diferencien d'altres tipus d'aixeta, entre elles:
ComoditatL'aigua surt sempre a la mateixa temperatura.
Estalvis'aconsegueix la temperatura desitjada amb més rapidesa que amb qualsevol altre tipus d'aixeta.
Constànciaencara que es tanqui i obri l'aixeta, la temperatura es manté constant.
Confortencara que s'obri una altra aixeta, amb la lògica disminució de pressió, la temperatura es manté constant. Quan l'escalfador és de butà o de gas, el cartutx automàticament compensa les variacions de temperatura que es produeixen quan l'aixeta es tanca i es torna a obrir (a causa del sobreescalfament de l'aigua a l'interior de l'escalfador), i en el cas que s'interrompi el subministrament d'aigua freda, el cartutx talla automàticament l'aigua calenta, de manera que el risc de cremades s'evita. El límit de seguretat de temperatura evita cremades accidentals.
En ser el cos del cartutx de material sintètic totalment anticalcari, és insensible a les deposicions de calç, avantatge respecte als cartutxos que tenen el cos de llautó, ja que aquests, a la curta o la llarga, presenten problemes de funcionament quan la calç es diposita a l'interior del cos de llautó i bloqueja el pistó de regulació, de manera que l'aixeta deixa de regular la temperatura.
Encara que amb freqüència es presenta el fet que el cos del cartutx sigui de llautó com una major qualitat d'aquest, en realitat no és cap avantatge (a part d'un major preu), ja que l'experiència ha demostrat àmpliament que el cos de material sintètic és totalment fiable en zones d'aigua dura, cosa que no passa amb els cossos de llautó.